# Olympos Teleferik
Пассажирская канатная дорога, проложенная на вершину горы Тахталы в непосредственной близости от туристического центра Кемер. Открыта в 2007 году.

Нижняя станция находится на высоте 726 м над уровнем моря и расположена между поселками Чамьюва и Текирова. Верхняя станция расположена непосредственно на вершине горы Тахталы на высоте 2365 м над уровнем моря. Верхняя станция с солнечной террасой, обеспечивающей панораму 360º, предоставляет возможность для обзора от Финике до Сиде. 
Проектирование и строительство канатной дороги осуществляла швейцарская компания
Doppelmayr Garaventa Group. Для реализации этого проекта была построена грузовая канатная дорога для перевозки материалов. По этой грузовой канатной дороге во время строительства объектов по линии дороги и строительства верхней станции было перевезено 3700 м³ бетона, 4500 м³ воды, 420 тонн железа/стали и 8600 тонн агрегатов.

## Технические данные
- Разница высот — 1639 м
- Длина канатной дороги — 4350 м
- Кабина вмещает 80 человек
- За один час канатная дорога перевозит 470 пассажиров
- Время подъема/спуска составляет 10 минут.
- Скорость движения — 10 м/с
- Диаметр несущего троса — 4 x 51 мм
- Диаметр тягового троса — 38 мм
- Количество несущих опор — 4
- Максимальная электрическая мощность — 1000 кВт

## Стоимость проезда
- взрослый билет — 46$  (в обе стороны) на 2025
  - в одну сторону 30$
- детский билет (до 16 лет) — 22$ (в обе стороны)
- дети до 7 лет бесплатно

Стоимость проезда от остановки у шоссе D400 до нижней станции канатной дороги на автобусе-шаттле равняется 100 турецким лирам. Шаттл двигается только в туристический сезон.

## Расписание движения
- Летний период — отправление ежедневно в начале часа и в час с половиной с 09:00 до 19:00
- Зимний период — отправление ежедневно в начале часа с 10:00 до 17:00

## Галерея
- Нижняя станция
- Нижняя станция
- Промежуточная опора
- Вид с верхней станции на Кемер и Фаселис
- Кабина на подъезде к верхней станции
- В пути
- На вершине горы Тахталы
- На вершине горы Тахталы
- Верхняя станция
- На вершине горы Тахталы
- Над сосновым лесом
- Над сосновым лесом